# Karl Vogt (Ingenieur)
Karl Vogt (* 27. April 1923 in Dresden; † 16. Februar 2022) war ein deutscher Ingenieur, Hochschullehrer und Fachbuchautor.

## Leben
Karl Vogt besuchte ab 1937 die Höhere Gewerbeschule und schloss 1938 die Lehre zum Elektromechaniker ab. Nach dem Besuch der Technischen Mittelschule in Dresden arbeitete er ab 1942 als Versuchsfeldmechaniker im Sachsenwerk Dresden-Niedersedlitz. Der Kriegsdienst von 1943 bis 1945 unterbrach seine Berufslaufbahn, die er 1945 als Gruppenleiter im Labor der Sowjetischen Aktiengesellschaft Kabel, der späteren SAG Sachsenwerk, fortsetzen konnte.
Nach dem Besuch eines Vorbereitungskurses zur Erlangung des Abiturs nahm Karl Vogt 1947 das Studium der Elektrotechnik an der Technischen Hochschule Dresden auf, das er 1952 mit dem Diplom abschloss und an das sich direkt eine Anstellung als wissenschaftlicher Assistent und ab 1955 als Oberassistent anschloss. Ab 1954 war er zugleich Lehrbeauftragter am Institut für Elektrische Maschinen und Antriebe der Technischen Hochschule bzw. der Technischen Universität Dresden, an der er 1962 zum Doktoringenieur promoviert wurde. Parallel zu seiner Position als wissenschaftlicher Mitarbeiter am Institut war er nebenberuflich als Ingenieur im VEB Elektromaschinenbau Sachsenwerk Dresden-Niedersedlitz tätig.
1963 wurde Karl Vogt die Dozentur für Theorie und Berechnung elektrischer Maschinen an der Fakultät Elektrotechnik übertragen. 1978 erfolgte die Promotion zum Dr. sc. techn. an der Technischen Universität Dresden zur Weiterentwicklung des Fachgebiets Berechnung elektrischer Maschinen. Von 1969 bis 1988 war er ordentlicher Professor für Elektromaschinen an der Sektion Elektrotechnik der Technischen Universität Dresden. Die von ihm initiierten und betreuten wissenschaftlichen Arbeiten standen stets in engem Kontext mit der Industrie und beschäftigten sich mit der mathematischen Durchdringung und dem rechnergestützten Entwurf elektrischer Maschinen.
Karl Vogt war darüber hinaus langjährig als stellvertretender Sektionsdirektor an der Sektion Elektrotechnik für Forschung und Wissenschaft zuständig. In diesen Jahren pflegte er fachlich und auch persönlich sehr enge Kontakte mit Fachkollegen der Technischen Universität Warschau. Mit seinem Fachbuch Berechnung elektrischer Maschinen hat er ein Standardwerk geschaffen.
Nach seiner Emeritierung begann Karl Vogt ein Fernstudium der Theologie. Er engagierte sich über viele Jahre in leitenden Positionen katholischer Laienverbände (Gemeinschaft der Vinzenz-Konferenzen Deutschlands). Karl Vogt war verheiratet und hatte drei Söhne.

## Werke (Auswahl)
- Karl Vogt: Beitrag zur Klärung der Vorgänge und Ermittlung von Einflußgrößen der Rundfeuerentwicklung an Kommutatoren von Gleichstrommaschinen. Technische Universität Dresden, 1962.
- Karl Vogt: Rationalisierung der Lehre und Weiterentwicklung des Fachgebietes Berechnung rotierender elektrischer Maschinen durch Herausarbeitung grundsätzlicher Zusammenhänge. Technische Universität Dresden, 1976.
- Karl Vogt: Elektrische Maschinen. Verlag Technik. Berlin 1983.
- Karl Vogt: Berechnung rotierender elektrischer Maschinen. Verlag Technik, Berlin 1988. ISBN 978-3-341-00486-9.
- Karl Vogt: Berechnung elektrischer Maschinen. VCH Verlag, Weinheim 1996. ISBN 978-3-527-28391-0.